# Arturo Beristáin
Arturo Beristáin (né en 1952 au Mexique) est un acteur de cinéma et de télévision mexicain. Il est le fils de Luis Beristáin et Dolores Beristáin.

## Filmographie
Au cinéma
- 1972 : Los días del amor d'Alberto Isaac
- 1973 : Eva y Dario de Sergio Véjar
- 1973 : Le Château de la pureté (El castillo de la pureza) d'Arturo Ripstein
- 1974 : El santo oficio d'Arturo Ripstein
- 1975 : La otra virginidad de Juan Manuel Torres
- 1976 : Actas de Marusia de Miguel Littín
- 1976 : La vida cambia de Juan Manuel Torres
- 1976 : Las poquianchis de Felipe Cazals
- 1977 : Cuartelazo d'Alberto Isaac
- 1977 : El mar de Juan Manuel Torres
- 1979 : María de mi corazón de Jaime Humberto Hermosillo
- 1979 : Crónica íntima de Claudio Isaac
- 1983 : Las apariencias engañan de Jaime Humberto Hermosillo
- 1984 : Amanecer  de Lillian Lieberman
- 1984 : Veneno para las hadas de Carlos Enrique Taboada
- 1986 : Mal de piedra de Federico Chao
- 1987 : La chica de la piscina de Tito Fernández
- 1990 : Espejismos y ceremonias de Gloria Ribe
- 1992 : Una moneda en el aire d'Ariel Zúñiga
- 1993 : Breve historia de un amor casual de Jorge Amezquita
- 1995 : Perdóname todo de Raúl Araiza
- 1996 : Los vuelcos del corazón de Mitl Valdéz
- 1998 : La operación pesada de José Luis Urquieta
- 2004 : Zapata - El sueño del héroe d'Alfonso Arau
- 2004 : Santos peregrinos de Juan Carlos Carrasco
- 2007 : De causas y azares d'Ileana Leyva
- 2007 : Desde el espejo de Mariana Valdez

À la télévision
- 1969 : Corazón de dos ciudades
- 1978 : Santa
- 1979 : Mi amor frente al pasado
- 1986 : La gloria y el infierno
- 1987 : Senda de gloria
- 1988 : El Extraño Retorno de Diana Salazar
- 1996 : Azul
- 1998 : Azul tequila
- 1999 : El candidato
- 2000 : El amor no es como lo pintan
- 2005 : Como en el cine
- 2005 : Amor en custodia

## Distinctions

### Récompenses
- 1972 : Ariel du Meilleur Second Rôle Masculin pour El castillo de la pureza

### Nominations
- 1972 : nommé pour l'Ariel du Meilleur Second Rôle Masculin pour La otra virginidad